# کلنل تام پارکر
توماس اندرو پارکر (انگلیسی: Thomas Andrew Parker؛ با نام تولد آندریاس کورنلیس ون کوییک (Andreas Cornelis van Kuijk)؛ ۲۶ ژوئن ۱۹۰۹ – ۲۱ ژانویه ۱۹۹۷) که عموماً با نام کلنل پارکر (Colonel Parker) شناخته می‌شود، کارآفرین موسیقی زادهٔ هلند بود که عمدتاً به خاطر نقشش در مدیریت برنامه‌های خوانندهٔ آمریکایی الویس پرسلی شناخته شده‌است.
پارکر در هلند به دنیا آمد و در ۲۰ سالگی به‌طور غیرقانونی به ایالات متحده مهاجرت کرد. او نام خود را تغییر داد و ادعا کرد که در آمریکا به دنیا آمده‌است. زادگاه هلندی و وضعیت مهاجر او برای سال‌ها فاش نشد. پارکر که سابقه کار در کارناوال داشت، در سال ۱۹۳۸ به سمت تبلیغ موسیقی رفت و در اوایل فعالیتش با یکی از اولین آوازخوانان محبوب، جین آستین، و سپس با خوانندگان موسیقی کانتری، ادی آرنولد، هانک اسنو و تامی ساندس کار کرد. او همچنین به کمپین جیمی دیویس برای تبدیل شدن به فرماندار لوئیزیانا کمک کرد. دیویس به عنوان انعام به او درجه افتخاری «کلنل» در شبه نظامیان ایالت لوئیزیانا را اعطا کرد.
پارکر در سال ۱۹۵۵ با پرسلی مواجه شد و تا سال ۱۹۵۶ تنها نماینده او شد. در عرض چند ماه، او یک قرارداد ضبط با آرسی‌ای ویکتور به دست آورد. این قرارداد باعث شد که پرسلی در سال ۱۹۵۶ با اولین تک آهنگش، «هتل دل‌شکستگان»، به موفقیت تجاری دست یابد و به یکی از محبوب‌ترین و موفق‌ترین سرگرمی‌سازهای تجاری در جهان شود. پارکر توانست بیش از نیمی از درآمد این سرمایه‌گذاری را دریافت کند که رقمی بی‌سابقه برای یک مدیر موسیقی بود. او در مورد قراردادهای تجاری پر سود پرسلی ، حضور در تلویزیون و نقش‌های بازیگری در فیلم‌ها مذاکره کرد. او زندگی شخصی پرسلی را تحت تأثیر قرار داد؛ این موضوع شامل تصمیمات پرسلی برای پذیرش خدمت سربازی در سال ۱۹۵۸ و ازدواج با پریسیلا بولیو در سال ۱۹۶۷ می‌شود. پارکر پرسلی را تشویق کرد تا فیلم‌های موزیکال بسازد که در طول رکود تجاری او در دهه ۱۹۶۰ تا بازگشت در سال ۱۹۶۸ و بازگشت به تور، کانون حرفهٔ او قرار گرفت. پارکر پس از آن به ندرت او را می‌دید اما تا زمان مرگ پرسلی در سال ۱۹۷۷ به سمت مدیریت خود ادامه داد.
پارکر تا پایان عمرش املاک پرسلی را مدیریت کرد، اما پس از فروختن امتیاز ضبط‌های اولیه پرسلی به آرسی‌ای رکوردز، تلاش کرد تا درآمد ثابتی را به دست آورد. او در همان زمان گرفتار ضررهای قابل توجهی در قمار شد. در سال ۱۹۸۰، یک قاضی دستور تحقیق در مورد شیوه‌های مدیریت پارکر را صادر کرد و متوجه شد که مدیریت پارکر غیراخلاقی بوده‌است. پارکر در سال‌های آخر قبل از مرگش در لاس‌وگاس زندگی می‌کرد. سلامتی او تا پایان عمر وخیم‌تر شد و در در سال ۱۹۹۷ درگذشت.